# NGC 7020
NGC 7020 (ook: NGC 7021) is een lensvormig sterrenstelsel in het sterrenbeeld Pauw. Het hemelobject werd op 22 juni 1835 ontdekt door de Britse astronoom John Herschel.

## Synoniemen
- ESO 107-13
- PGC 66291